# Prins Leopoldeiland
Prins Leopoldeiland (Engels: Prince Leopold Island) in de Noordelijke IJszee is een van de Koningin Elizabetheilanden in Canadese Arctische Archipel. Bestuurlijk behoort het tot het territorium Nunavut en het ligt aan de noordoostelijke kant van Somerseteiland. Ten noorden van het eiland ligt de Straat Barrow.

## Flora en fauna
Het eiland is een Important Bird Area en er leven grote kolonies noordse stormvogels en drieteenmeeuwen. Het eiland is daarom, tezamen met haar kustwateren, beschermd als een trekvogelreservaat.

## Geschiedenis
Prins Leopoldeiland is genoemd naar prins Leopold van Saksen-Coburg-Saalfeld.